# U 4 (Kriegsmarine)

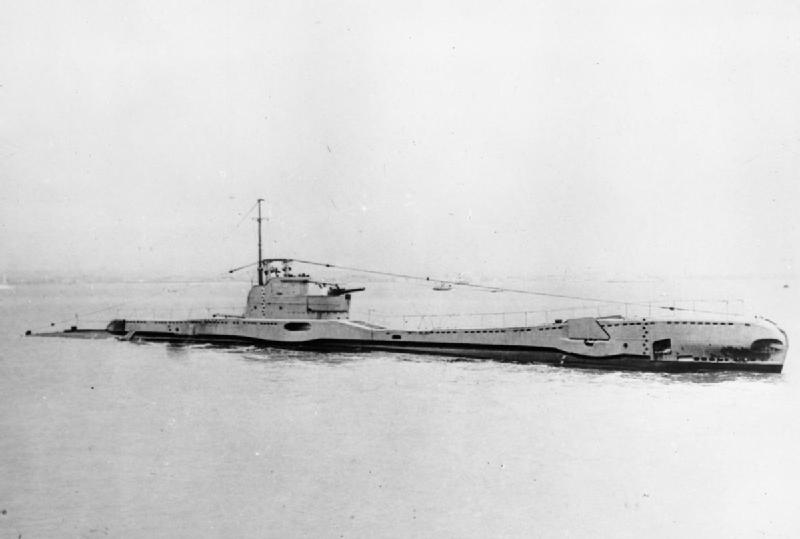
HMS Thistle

De U 4 was een Duitse U-boot van het Type IIA. De tewaterlating gebeurde op 31 juli 1935 bij de Deutsche Werke te Kiel. Onder Oberleutnant Hannes Weingärtner werd de boot op 25 juli 1935 in dienst genomen en hij werd op 1 augustus 1944 in Gdynia uit dienst genomen. De U 4 was voornamelijk als opleidingsboot in gebruik, en voerde tijdens de Tweede Wereldoorlog vier oorlogspatrouilles uit.

## Schepen gezonken door deU 4
Tijdens de Tweede Wereldoorlog bracht het schip twee Finse schepen, één Zweeds schip en een Brits oorlogsschip tot zinken.
- Finland 22-11-1939 Martti Ragnar een Fins koopvaardijschip van 2.262 ton[3]
- Finland 23-11-1939 Walma een Fins koopvaardijschip van 1.361 ton[3]
- Zweden 24-11-1939 Gertrud Bratt een Zweeds koopvaardijschip van 1.510 ton[3]
- Verenigd Koninkrijk 10-04-1940 HMS Thistle een Britse onderzeeboot van 1.090 ton[3]

## Commandanten
- 17-08-1935 - 29-09-1937 Oblt. Hannes Weingärtner[1]
- 30-09-1937 - 28-10-1938 Kptlt. Hans-Wilhelm von Dresky[1]
- 29-10-1938 - 16-01-1940 Kptlt. Harro von Klot-Heydenfeldt[1]
- 17-01-1940 - 07-06-1940 Hans-Peter Hinsch[1]
- 08-06-1940 - 28-07-1940 Oblt. Heinz-Otto Schultze[1]
- 29-06-1940 - 02-02-1941 Hans-Jürgen Zetzsche[1]
- 03-02-1941 - 08-12-1941 Hinrich-Oscar Bernbeck[1]
- 09-12-1941 - 15-06-1942 Oblt. Wolfgang Leimkühler[1]
- 16-06-1942 - 23-02-1943 Friedrich-Wilhelm Marienfeld[1]
- 24-02-1943 - 31-05-1943 Joachim Düppe[1]
- 01-06-1943 - 22-08-1943 Oblt. Paul Sander[1]
- 23-08-1943 - ??-05-1944 Oblt. Herbert Mumm[1]
- ??-05-1944 - 09-06-1944 Oblt. Hubert Rieger[1]